# Sắt(II) fumarat
Sắt(II) fumarat, còn được gọi là ferơ fumarat, là muối sắt(II) của axit fumaric, xuất hiện dưới dạng bột màu đỏ cam, được sử dụng để bổ sung lượng sắt. Nó có công thức hóa học Fe(C2HO)2. Sắt(II) fumarat nguyên chất có hàm lượng sắt là 40,5%, do đó, một viên 300 mg sắt(II) fumarat sẽ chứa 98,6 mg sắt (548% giá trị hàng ngày dựa trên 18 mg RDI).

## Bổ sung sắt
Sắt(II) fumarat thường được dùng bằng đường uống như một chất bổ sung sắt.